# Крушеваць
Крушеваць (серб. Крушевац, Kruševac) — місто в Расинському окрузі, в громаді Крушеваць Сербії. В Середньовіччі було сербською столицею. Населення, згідно з переписом населення 2002 року — 75 256 осіб, (за переписом 1991 року — 58808). В громаді Крушеваць проживає близько 130 000 осіб.
Громада Крушевац включає 101 населений пункт. Місто Крушевац — економічний, адміністративний, промисловий, культурний, освітній, інформаційний та спортивний центр Расинського округу і однойменної громади. Громада Крушеваць займає площу 854 км².
Місто знаходиться в Крушевацькій улоговині, яка займає долину Західної Морави і простягається між Левчею і Темнічею на півночі, Жупе, Копаоником і Ястребацом на півдні, Кралевською котлиною і Ібарською долиною на заході.

## Історія
Крушеваць як свою столицю заснував князь Лазар у 1371 році. Вперше згадується в 1387 році. За переказами, Крушеваць отримало ім'я від каменю  крушца , уламків річкового каменю, з якого здебільшого місто і створене.
Після Косовської битви, Крушеваць залишається столицею Сербії. В цей час править Міліца, а після неї син Лазаря — деспот Стефан, який пізніше переніс столицю в Белград. Турки нападають на Крушеваць багато разів, але завойовують тільки в 1427 році, після смерті деспота Стефана.
З 1444 року Крушеваць в руках Джураджа Бранковича, але турки остаточно захоплюють в 1454 році. У той час місто носило турецьке ім'я Аладжа Хісар. Під час Австро-турецької війни 1689 року місто було звільнене від турків. Місто було повернуто турками в 1791 році, по  Свіштовському договору. Остаточно звільнений від турків Крушеваць був у 1833 році. Після звільнення місто почало швидко розвиватися і став одним з великих регіональних центрів тодішньої Сербії.
Під час Другої світової війни німецькими окупаційними силами на горі Багдаєв були розстріляні 1642 партизана з Крушевацю і околиць в знак помсти за напад об'єднаних сил четників і партизан. Після війни це місце перетворено в пам'ятний парк під назвою «Слободіште» («Визволення»).

## Промисловість
Крушеваць — промисловий центр з розвиненою металообробної («14 октобар») і хімічної індустрією (ХІ «Жупа», «Меріме», «Trayal»). Тут є фабрика алкогольних і безалкогольних напоїв «Рубін», а також близько 1200 приватних підприємств.

## Демографія
У Крушеваці живе 46395 повнолітніх мешканців, середній вік населення — 39,2 року (38,2 у чоловіків і 40,1 у жінок). У місті 19342 сім'ї, середнє число людей в сім'ї — 2,95.
Населення здебільшого складають серби.

## Галерея

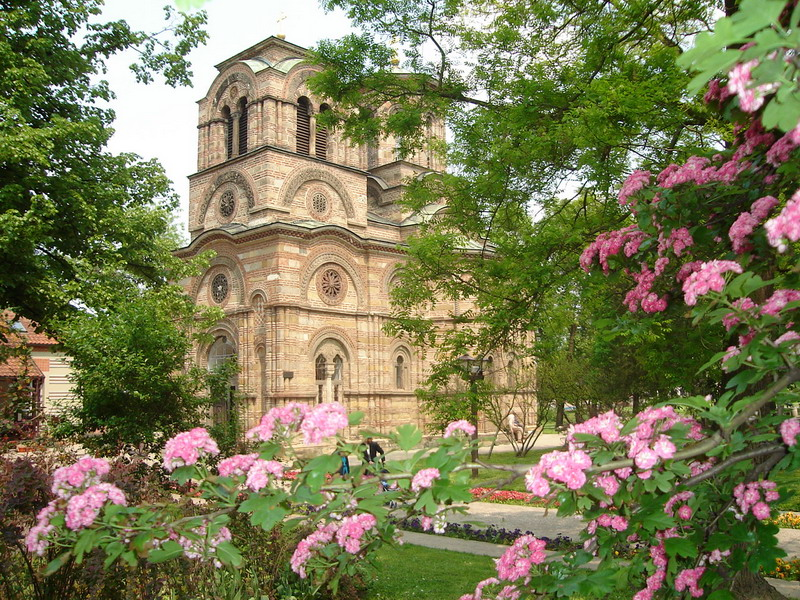
Церква Лазариця
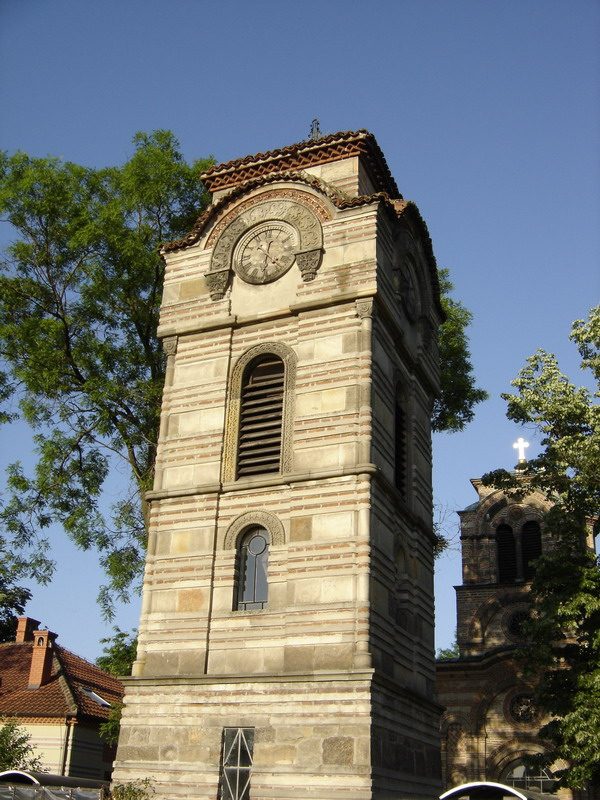
Дзвіниця
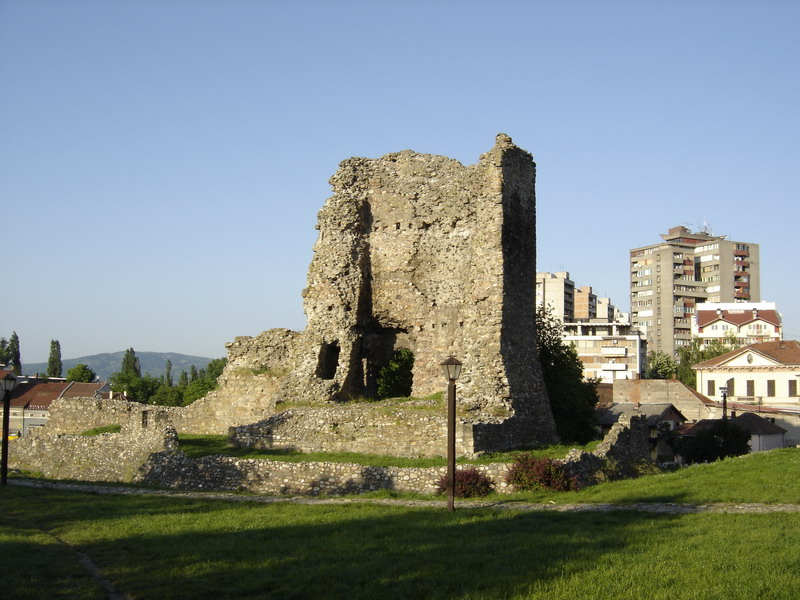
Руїни міста царя Лазаря
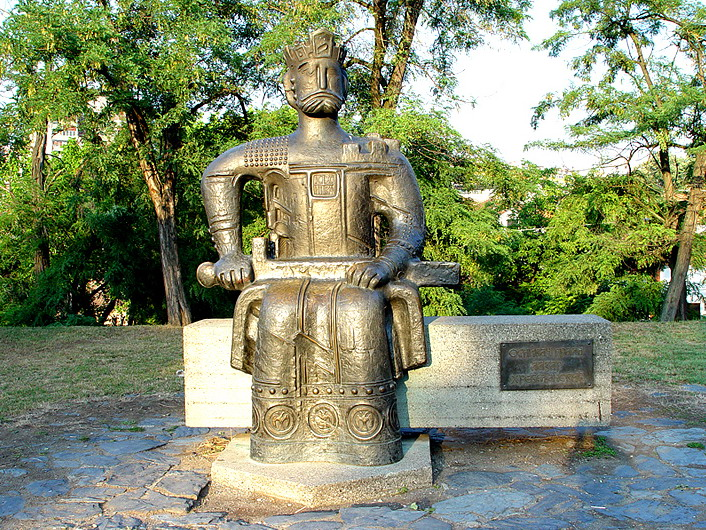
Пам'ятник Князю Лазарю
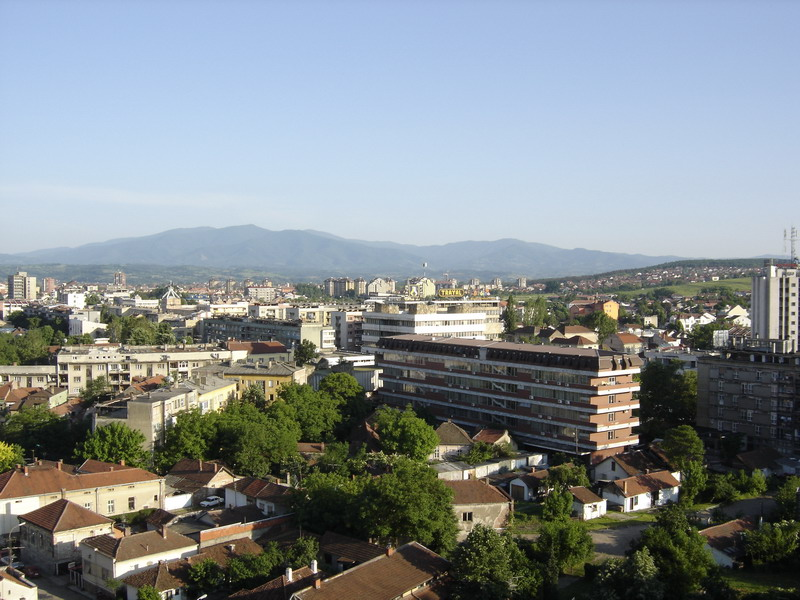
Панорама міста на південь
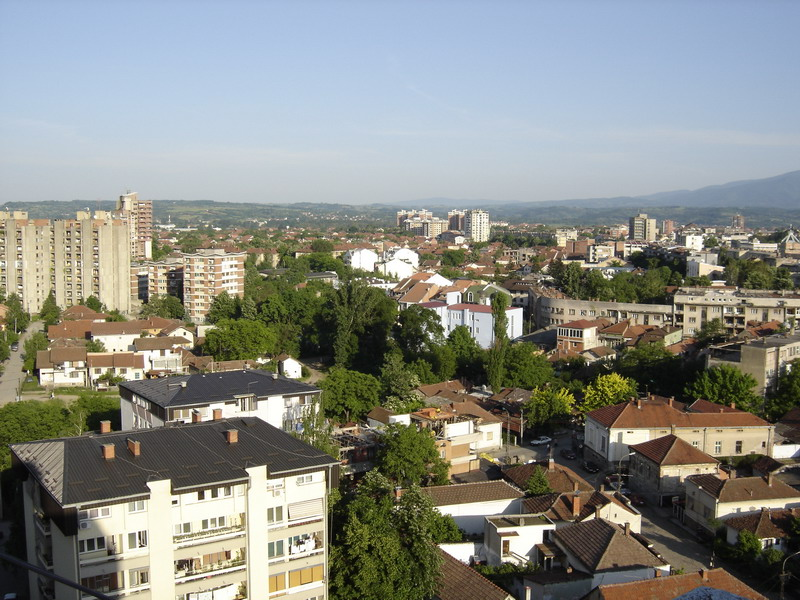
Панорама міста на схід
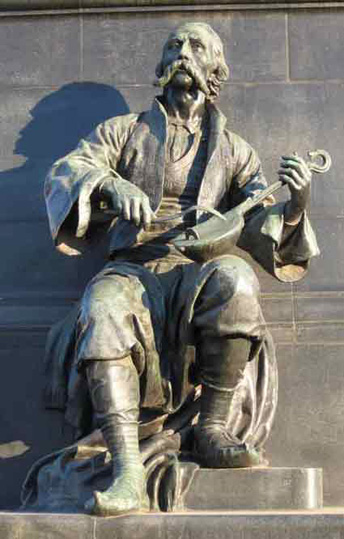
Філіп Вішніч - деталь пам'ятника Косовським воїнам

| Сербія | Це незавершена стаття з географії Сербії. Ви можете допомогти проєкту, виправивши або дописавши її. |